# بيتر غالاغر
بيتر غالاغر (بالإنجليزية: Peter Gallagher)‏ مواليد 19 أغسطس 1955 في نيويورك، نيويورك، الولايات المتحدة، هو ممثل أمريكي بدأ مسيرته الفنية عام 1979.

## الأعمال
- بوب روبرتس
- كيوبيد
- ستيب أب ريفلوشن
- فاميلي غاي
- ذا أو سي
- القرش
- أهلا، إسمي دوريس
- ليتيرالي، رايت بيفور آرون

## وصلات خارجية
- بيتر غالاغر على موقع IMDb (الإنجليزية)
- بيتر غالاغر على موقع روتن توميتوز (الإنجليزية)
- بيتر غالاغر على موقع ألو سيني (الفرنسية)
- بيتر غالاغر على موقع ميوزك برينز (الإنجليزية)
- بيتر غالاغر على موقع تيرنر كلاسيك موفيز (الإنجليزية)
- بيتر غالاغر على موقع أول موفي (الإنجليزية)
- بيتر غالاغر على موقع قاعدة بيانات برودواي على الإنترنت (الإنجليزية)
- بيتر غالاغر على موقع قاعدة بيانات الأفلام السويدية (السويدية)
- بيتر غالاغر على موقع إن إن دي بي (الإنجليزية)
- بيتر غالاغر على موقع قاعدة بيانات الفيلم (الإنجليزية)

- الموقع الإلكتروني